# Ėson Kandov
Ėson Kandov (in russo Эсон Кандов?), pseudonimo di Isaak Ilyich Kandov (in uzbeco Исаак Илйич Кандов?; in russo Исаак Ильич Кандов?, Isaak Il'ič Kandov; Tashkent, 31 ottobre 1941), è un cantante uzbeko, fino al 1991 sovietico e noto prevalentemente per i brani incisi negli anni sessanta e settanta.

## Biografia
Nacque come secondo figlio di una famiglia di ebrei buchariani. Suo padre era un insegnante di lingua uzbeka e sua madre era una casalinga. Durante la sua infanzia suo nonno materno, che aveva una voce lirica da baritono, e sua madre gli cantavano spesso nei fine settimana o nei giorni festivi. Il suo vero nome alla nascita era Isaak Il'ič, ma all'inizio della sua carriera il cantante Botir Zokirov suggerì di adottare il nome Ėson perché suonava più romantico e artistico.
Ėson Kandov è entrato nel dipartimento di recitazione dell'Istituto di Arte e Teatro e dal secondo anno ha scelto di entrare al Conservatorio di Stato di Taškent dove ha studiato principalmente il canto classico. Dopo aver partecipato con successo ad un concorso al Conservatorio nel 1964, è stato accettato come solista e cantante nell'Orchestra di Varietà dell'Uzbekistan.
Nel 1974 è stato insignito del titolo di Artista Onorato della SSR uzbeka ed è stato il primo artista a rappresentare la Repubblica dell'Uzbekistan sulla scena internazionale al Festival di Sopot " Sopot -73".
I suoi album ed EP sono stati distribuiti con successo in tutta l'Unione Sovietica attraverso la principale etichetta discografica Melodija.

## Carriera musicale
Ėson Kandov è stato tra i cantanti che sono apparsi come solista nell'Orchestra Sinfonica di Estrada, fondata nella Repubblica Sovietica dell'Uzbeco per la televisione e la radio di stato nel 1963. L'Orchestra Estrada consisteva in un'ampia sezione di archi, sassofoni, trombe, tromboni, chitarre, pianoforte e batteria, e occasionalmente strumenti delle più antiche tradizioni musicali uzbeke. Insieme a cantanti come Botir Zokirov, Luiza Zokirova ed El'mira Urazbaeva, è considerato un co-fondatore della moderna musica pop uzbeka con influenze tradizionali negli anni '60.
Nel 1973 ha rappresentato l'Unione Sovietica al Festival Internazionale della Canzone di Sopot con il brano Ormonlarga konarokshom (La sera cade sulle foreste) al Forest Opera, Sopot, Polonia. Nello stesso anno, sulla base dell'Orchestra di Varietà Uzbeka fu creata la Tashkent Music Hall, di cui fu il principale solista e cantante. Dal 1974 collabora con l'ensemble statale "Jalla". Con Jalla, ha girato una dozzina di paesi europei e tutta l'Unione Sovietica. Nel 1977, quando si formò l'ensemble statale "Navo", ne divenne il cantante solista.
Dopo essersi trasferito in Israele nel 1991, ha fondato il suo ensemble "Shirey a Olam" ("Canzoni del mondo"), attivo fino al 1997. Tuttavia, nonostante i molti spettacoli in Israele, non è stato in grado di ripetere i precedenti grandi successi che aveva avuto in Unione Sovietica. Ha continuato a lavorare come insegnante e coach per giovani musicisti.

## Discografia
- 1973 - Barno
- 1974 - Uzbekskaja ėstrada
- 1976 - Ėstradnaja muzyka kompozitorov uzbekistana
- 1976 - Uzbekckie ėstradnye pesni
- 1977 - Pesni Š. Ramazanova (1910)
- 1977 - Poёt Ėson Kandov
- 1979 - Ėson Каndov – Нe Uspokoimsja
- 1979 - Uzbekskaja ėstradnaja muzyka
- 1983 - Ėson Каndov, Navo - Libanskie kedry
- 1984 - Pesni na stichi Tat'jany Koršilovoj
- 1986 - Sultanova Nadira
- 1987 - Dom rodnoj
- 1989 - Veter stranstvij
- 2016 - Letnjaja melodija
- 2021 - Nostal'gija po SSSR (Ljubimye chity)

### Selezione di brani
- Boj, boj / Бой, бой
- Bucharskaja svad'ba / бухарская свадьба
- Emina / Емина
- Romansy / Романсы
- Pesnja o Taškente / Песня о Ташкенте con Junus Turaev e Naufal Zakirov (nel 1965)

### Discografia in italiano
- 1973 - Eson Kandov
- 1974 - Palcoscenico Uzbeko
- 1975 - Musica Uzbeka
- 1976 - Canzoni popolari uzbeke
- 1977 - Canti di San Ramazanov
- 1983 - Eson Kandov e l'ensemble Navo - Libanese Cedars
- 1987 - Casa
- 1989 - Vento di peregrinazioni